# Барвик (Џорџија)
Барвик (Џорџија) (енгл. Barwick) град је у америчкој савезној држави Џорџија. По попису становништва из 2010. у њему је живело 386 становника.

## Демографија
Према попису становништва из 2010. у граду је живело 386 становника, што је 58 (13,1%) становника мање него 2000. године.
| Група             | 2000.       | 2010.       |
| Белци             | 202 (45,5%) | 179 (46,4%) |
| Афроамериканци    | 221 (49,8%) | 186 (48,2%) |
| Азијати           | 4 (0,9%)    | 1 (0,3%)    |
| Хиспаноамериканци | 15 (3,4%)   | 15 (3,9%)   |
| Укупно            | 444         | 386         |